# Басов, Фёдор Евсеевич
Фёдор Евсеевич Басов (1909—2002) — советский офицер, Герой Советского Союза (10 января 1944 года).

## Биография
Родился 4 января 1909 года в деревне Староселье Смоленской губернии (ныне Ярцевский район Смоленской области). Окончил школу. В 1930 годы семья Басовых вступила в колхоз, в котором трудился бригадиром. С 1931 — в армии. Окончил школу младших командиров, поступил в военное училище (экзамены сдавал экстерном). С 1939 — член ВКП(б)/КПСС. 1939—1940 — участвовал в Зимней войне в боях на Карельском перешейке (командир роты).
В годы Великой Отечественной войны сражался на многих фронтах: Южный, Западный, Калининский, 1-й Украинский.
С 27 августа 1943 по 25 октября 1943 1893-й самоходный артиллерийский полк под командованием Фёдора Басова участвовал в боях у населённых пунктов Григоровка (27 сентября полк первым в корпусе переправился на правый берег Днепра у этого села), Иваньково, Колесица и Ходоров. За это время они отбили 16 контратак противника, уничтожили одно САУ, 7 противотанковых пушек, 5 пулемётных точек, 2 миномётные батареи, 2 наблюдательных пункта, 4 роты пехоты.
Указом Президиума Верховного Совета СССР «О присвоении звания Героя Советского Союза генералам, офицерскому, сержантскому и рядовому составу Красной Армии» от 10 января 1944 года за «образцовое выполнение боевых заданий командования на фронте борьбы с немецко-фашистскими захватчиками и проявленные при этом отвагу и геройство» удостоен звания Героя Советского Союза с вручением ордена Ленина и медали «Золотая Звезда» (№ 3299).
В 1944 году после тяжёлого ранения и длительного лечения на фронт уже не вернулся.
В послевоенные годы окончил Ленинградскую высшую офицерскую бронетанковую школу.
В 1964 году вышел в отставку в звании полковника.
Жил в Минске, работал начальником охраны Минского часового завода. Скончался 3 октября 2002 года. Похоронен в Минске на Восточном (Московском) кладбище.

## Награды
- Герой Советского Союза (10 января 1944)
- Орден Ленина
- Два ордена Красного Знамени
- Орден Отечественной войны I степени
- Орден Красной Звезды
- Орден «За службу Родине» III степени (Белоруссия, 15 апреля 1999 года) — за особые заслуги в защите Отечества, большой личный вклад в военно-патриотическое воспитание молодежи и в связи с 65-летием со дня учреждения звания Героя Советского Союза[2].
- Медали